# Бреславка
Бреславка (рос. Бреславка) — село в Усманському районі Липецької області Російської Федерації.
Населення становить 485  осіб. Належить до муніципального утворення Бреславська сільрада.

## Історія
З 13 червня 1934 до 1954 року у складі Воронезької області. Відтак входить до складу Липецької області.
Згідно із законом від 2 липня 2004 року №114-оз органом місцевого самоврядування є Бреславська сільрада.

## Населення
| 1862 | 1917  | 2006 | 2010 | 2011 |
| ---- | ----- | ---- | ---- | ---- |
| 326  | ↗3977 | ↘517 | ↘485 | →485 |